# Apentanes occidentalis
Apentanes occidentalis is een keversoort uit de familie zwartlijven (Tenebrionidae). De wetenschappelijke naam van de soort is voor het eerst geldig gepubliceerd in 1868 door Fairmaire.